# Binsfeld
Binsfeld település Németországban, Rajna-vidék-Pfalz tartományban. Lakosainak száma 1363 fő (2023. december 31.).

## Népesség
A település népességének változása:
| Lakosok száma | 1042 | 1095 | 1219 | 1231 | 1297 | 1351 | 1363 |
|               | 1975 | 2014 | 2017 | 2019 | 2021 | 2022 | 2023 |